# Захарченко Ганна Яношівна
Га́нна Я́ношівна Заха́рченко (до шлюбу Черепаня; нар. 28 травня 1943, Нове Давидково, нині Мукачівського району Закарпатської області) — українська співачка (драматичне сопрано), музичний педагог, професор. Народна артистка України (2012).

## Життєпис
1974 — закінчила Київську консерваторію (викладачі Г. С. Сухорукова, О. О. Колодуб).
1978—1985 — солістка Київського театру опери та балету ім. Т. Шевченка.
Від 1986 — солістка Національної філармонії України. Також з 1994 року — професор Академії керівних кадрів культури і мистецтв (м. Київ).
В її репертуарі — твори українських та зарубіжних композиторів, як класиків, так і сучасних.
Пропагує творчість таких українських композиторів як І. Поклад, М. Мозговий, П. Дворський, Т. Павленко та багато інших.
Виконує партії сопранового і мецо-сопранового репертуарів.

## Партії
- Варвара («Богдан Хмельницький» К. Данькевича)
- Одарка («Запорожець за Дунаєм» С. Гулака-Артемовського)
- Ольга («Євгеній Онєгін» П. Чайковського)
- Сантуцца («Сільська честь» П. Масканьї)
- Ярославна («Князь Ігор» О. Бородіна)

## Визнання
- 1994 — Заслужена артистка України
- 2012 — Народна артистка України